# Parc Nacional Churchill
El Parc Nacional Churchill (anglès: Churchill National Park) és un parc nacional a Victòria (Austràlia), a 31 km al sud-est de Melbourne. El parc està situat en l'àrea de Dandenong, prop de l'autopista Monash i la carretera Stud. Es tracta d'un parc amb grans boscos i gran varietat de fauna. El parc confronta amb el Parc Nacional Lysterfield i junts cobreixen unes 1.668 ha.